# 제노 (비디오 게임 시리즈)
《제노》(일본어: ゼノ, 영어: Xeno)는 다카하시 데쓰야가 개발한 일본의 비디오 게임 시리즈이다. 첫번째 게임인 《제노기어스》, 《제노사가 시리즈》, 《제노블레이드 시리즈》로 이루어져 있다.

## 게임 목록
| 1998 | 제노기어스                                       |
| 1999 |                                                  |
| 2000 |                                                  |
| 2001 |                                                  |
| 2002 | 제노사가 에피소드 1 힘으로의 의지                |
| 2003 |                                                  |
| 2004 | 제노사가 프릭스                                  |
| 2004 | 제노사가 에피소드 2 선악의 피안                  |
| 2004 | 제노사가: 파이드 파이퍼                          |
| 2005 |                                                  |
| 2006 | 제노사가 I·II                                    |
| 2006 | 제노사가 에피소드 3 짜라투스트라는 이렇게 말했다 |
| 2007 |                                                  |
| 2008 |                                                  |
| 2009 |                                                  |
| 2010 | 제노블레이드 크로니클스                          |
| 2011 |                                                  |
| 2012 |                                                  |
| 2013 |                                                  |
| 2014 |                                                  |
| 2015 | 제노블레이드 3D                                  |
| 2015 | 제노블레이드 크로스                              |
| 2016 |                                                  |
| 2017 | 제노블레이드 크로니클스 2                        |
| 2018 | 제노블레이드 크로니클스 2: 황금의 나라 이라      |
| 2019 |                                                  |
| 2020 | 제노블레이드 크로니클스 디피니티브 에디션        |